# Атняшка
Атня́шка (рос. Атняшка) — присілок у складі Нижньосергинського району Свердловської області. Входить до складу Кленовського сільського оселення.
Населення — 6 осіб (2010, 8 у 2002).
Національний склад станом на 2002 рік: татари — 100 %.